# Black & White (uísque)
Black & White é uma marca escocesa de uísque inicialmente produzido por James Buchanan, 15º Presidente dos Estados Unidos.